# Машиностроитель (Владимирская область)
Машинострои́тель — посёлок в Петушинском районе Владимирской области России, входит в состав Нагорного сельского поселения.

## География
Посёлок расположен на расстоянии 5 км на северо-восток от города Покров и 18 км на запад от города Петушки, административного центра района. 

## История
После Великой Отечественной войны посёлок входил в состав Ивановского сельсовета Петушинского района, с 2005 года — в составе Нагорного сельского поселения.

## Население
| 2002 | 2010 | 2021 |
| ---- | ---- | ---- |
| 92   | ↘72  | ↗81  |